# 华厂村
华厂村，中国山东省济宁市兖州市漕河镇所辖的一个行政村，位于该镇东北部。西曹庄西、北、东三面邻接宁阳县，南邻西曹庄村。华厂村包含大华家厂、小华家厂、张家华厂、桑家华厂4个自然村。因该村落户姓氏中华姓居多，故名。面积1.87平方公里(2799亩)，总人口1090。邮编272113。行政区划代码370882107205。